# Выпадение глазного яблока
Выпадение (вывих) глазного яблока (лат. luxatio bulbi oculi) — выход глазного яблока за пределы костной орбиты. У некоторых пород кошек (например персы) и собак (например пекинесы) к этому имеется предрасположенность. Другой причиной обычно бывает травматизация головы. В любом случае эта патология требует срочного хирургического вмешательства.
Симптомы: пролапс, ущемление глазного яблока веками, отек конъюнктивы.
Лечение: экстренное хирургическое вмешательство. В противном случае наступают необратимые некротические поражения конъюнктивы и роговицы. Своевременное оперативное вмешательство позволяет сохранить полноценно функционирующий глаз в 90 % случаев.